# 弱法師
弱法師（日语：／ yoro boshi ）是日本的一齣能劇劇目，取材於俊德丸傳說。作者為觀世十郎元雅。屬於四番目物男物狂物，形式是現在能。弱法師是一部經典的能劇表演，主要在描述故事主角俊德丸因讒言被其父逐出家門失明落魄，流落在四天王寺外，因其悲慘境遇而陷入極限的狀態。目前有在上演這齣劇的流派為觀世流、寶生流、金春流、金剛流、喜多流五個流派。

## 登場人物
- （主角）：俊德丸（弱法師），高安通俊的兒子，因讒言而被父親逐出家門。後失明流浪到四天王寺。
- （配角）：高安通俊，河內國高安郡出生的武士，俊德丸的父親。
- （換場時總結前半場故事的角色）：通俊的僕人。

## 角色裝束
- 主角—俊德丸：配戴弱法師面，垂髮、著水衣男出立、縫箔着流、腰帶，攜帶道具為扇、杖。[1][2]
- 配角—高安通俊：著段熨斗目、素袍上下出立，攜帶道具為腰刀、扇[3]
- —通俊的僕人：著長上下半袴出立，或者是肩衣半袴出立[1]

## 劇情

### 劇情大要
俊德丸因為他人的讒言，而被父親通俊從家中逐出。他因為過度的悲傷而失明，成為了少年乞丐。因為失明的緣故，而被周圍的人稱作弱法師。
傳說四天王寺的西門是正面著極樂淨土的東門，遙拜落日（被稱為日想觀）便能去到極樂淨土。而為了在陰曆二月彼岸的中日，遙拜在正西方西沉的夕陽，俊德丸去到了四天王寺。
在這天來到四天王寺進行日想觀人相當的多，而俊德丸的父親通俊也在其中。通俊為了逐出俊德丸一事感到相當的後悔，而來到四天王寺進行施捨，希望多少能贖罪。通俊在乞丐之中發現了俊德丸，但是怕被人發現自己的兒子成為了乞丐，而希望等到日落之後人群散去再去搭話。
而在俊德丸行日想觀之後，不知是否是因為祈禱奏效，原本失明的雙眼再次能看見世界。興奮高昂的俊德丸四處走動，欣賞周圍的景色。但是，卻和路人不斷地相撞，而被拉回了現實。認為眼睛能視物只是個錯覺。周圍的人不斷嘲笑著俊德丸，讓俊德丸再次陷入了無法揮去的黑暗之中。
夕陽西沉後，父親通俊走過來和孤身一人的俊德丸對話，被搭話的俊德丸因為對自己成為乞丐而感到羞恥，腳步踉蹌地逃走了。通俊最後追上了他，將俊德丸帶回了家中。

### 劇情架構
劇情大致可以分為下述七個部分。

#### 大阪天王寺
河內國高安理的高安左衛門尉通俊去年因為他人的讒言，而放逐自己的兒子。幾個月後通俊對於當時沒有相信自己兒子感到後悔，因此來到天王寺進行七天的施捨。

#### 中有之闇
青年拄著拐杖走在人群中，從橋掛走出來，唱著自己失明的故事。說明自己身陷在別人無法瞭解的黑暗中，而迷失在中有之闇中。此時弱法師的心被中有之闇給佔滿了。

#### 弱法師
施捨會開始，青年一拐一拐地走進人群中，眾人稱這名青年為弱法師。雖然弱法師雙眼失明，他仍發現寺廟周圍盛開的梅花香味，沈浸在春意盎然的梅花香中。這一場景為整齣能劇中最為優美的場面。至於正在施捨的父親卻沒有認出弱法師就是被自己逐出家門的兒子。

#### 居曲
在這一幕中弱法師坐在天王寺外，仰著頭望著佛，期許佛能夠將他從中有之闇解救出來。在這個神聖的空間中，高安通俊透過弱法師的身姿，第一次確認了那名滿身瘡痍的失明青年為自己的兒子。但是他卻選擇不在大庭廣眾之下前去和自己而子相認，而準備在四下無人的夜晚將弱法師帶回家。

#### 日想觀
相傳天王寺的西門的對面即是極樂淨土的東門，在彼岸中日那天，從天王寺西門對著下沉的夕陽進行拜禮就可以看見極樂淨土，此即為日想觀。當時相信進行日想觀，死後就能進入極樂世界。
此時人群皆往西門移動。由於弱法師看不見西門的位置，只有他對著東門行拜禮。高安通俊於是走過來詢問青年，為什麼要向著錯誤的方向行拜禮。然而固執的弱法師回答說：「我出了西門，而拜極樂淨土的東門。」固執的弱法師道出自己內心的頑強心理，因為日想觀是救贖自我的唯一方法，而弱法師賭上了一切只為了把握救贖的機會。

#### 滿目青山
突然間，正往極樂方向行拜禮的弱法師看見了天王寺外大阪灣的絕景，興奮地大喊。然而這一切景象都只是弱法師未失明前所看到的記憶，只不過當下他下意識將這個畫面錯當成真正的世界，沒有立刻意識到這個錯覺。接著人群往這邊走來，弱法師被四面八方走來的人群撞倒在地，此刻他才意識到剛剛的畫面皆是虛幻的記憶，而非真實，頓時陷入絕望的谷底。

#### 父子再會
在一旁觀看的高安通俊，發現弱法師陷入失望後，決定上前帶著而子回家。此為一般的快樂結局。
然而亦有另外一種版本的結局。高安通俊看見兒子不再相信任何事物，沒有活下去的意志，卻無法選擇死亡，儼然成了廢人，想要上前擁抱弱法師，但是在準備互相擁抱時又互相錯過了。再會其實是真正的別離。

## 俊德丸傳說
傳說河內國高安的山畑（現在八尾市山畑地區一帶），長者信吉因為長年沒有兒女，而向清水觀音許願後產下了兒子，被取名為俊德丸。俊德丸長相英俊，頭腦也相當好，因此被帶去四天王寺表演稚兒舞樂。
隔壁村莊的長者蔭山的女兒乙姬，在看到舞樂之後被俊德丸所吸引。之後兩人墜入了愛河，許下了兩人將來永遠在一起的誓言。但是俊德丸的繼母因為希望自己的親生兒子可以繼承家業，而憎恨著俊德丸，並設計讓弱法師失明。在這之後，俊德丸更染上了痲瘋病，被從家中逐出，流浪到了四天王寺。
俊德丸一邊當著乞丐，一邊渾渾噩噩地度過日子。而隔壁村莊的村民聽到了這件事情之後，將其轉告給了長者蔭山的女兒，而乙姬便去到了四天王寺，找到了俊德丸並迎來了再會。
在兩人含淚向觀音菩薩祈願之後，俊德丸的病被菩薩治好。兩人便依著之前的誓言，繼承了蔭山的家業，過著幸福快樂的生活。而相對的，山畑的長者信吉死後，家運急速地衰退，繼母也成了乞丐，過著只能接受長者蔭山的施捨過日的生活。

## 弱法師所使用的能面
不同於其他能劇中男性角色，弱法師為一個陰暗憂鬱，陷入極限的角色，因此有其專屬能面。
通常弱法師能面的表現手法有以下特色：額頭凹陷，眉根和上眼瞼之間有溝，鼻子與上唇之間左右兩側亦有溝，眼瞼的角度朝地面。
雖然身為乞丐仍不失其稚嫩性，所以弱法師的面具呈現出悟透一切的冷靜相貌。其眼睛永遠閉上，呈現出弱法師封閉的內心。

## 相關作品

### 文學
- 小說《身毒丸》（1917）： 折口信夫所作，將弱法師中的佛教相關部份拔除後，以近世藝能的方式重新刻劃而寫下的短篇小說。主角為罹患遺傳疾病的田樂師的兒子「身毒丸」。其中身毒丸（日语：しんとくまる）和俊德丸（日语：しゅんとくまる）的讀音相近。

### 戲劇
- 戲劇《身毒丸（日语：身毒丸 (舞台作品)）》（1978）：由小說《身毒丸》改編而成，講述少年身毒丸年幼喪母，而父親從妓院買回一名女子再婚，而身毒丸從和後母互相敵視，到父親死後兩人冰釋前嫌，成為戀人的故事。
- 歌舞伎《攝州合邦辻（日语：攝州合邦辻）》：又被稱做和，由《弱法師》改編而成。
- 人形淨琉璃《攝州合邦辻》
- 戲曲《弱法師》：三島由紀夫所做的戲曲。

### 其他
- 說教節《信德丸》
- 落語《弱法師》